# Code de la sécurité routière
 (février 2018).
Si vous disposez d'ouvrages ou d'articles de référence ou si vous connaissez des sites web de qualité traitant du thème abordé ici, merci de compléter l'article en donnant les références utiles à sa vérifiabilité et en les liant à la section « Notes et références ».
Pour les articles homonymes, voir CSR.
Pour les autres articles nationaux ou selon les autres juridictions, voir Code de la route.
Lire en ligne

texte officiel

Le Code de la sécurité routière du Québec (C.s.r.) est la loi québécoise qui prévoit les règles de sécurité routière au Québec, notamment les règles de circulation sur les voies publiques, l'entretien des véhicules et l'immatriculation d'une voiture. Il a été adopté en 1993.

L'article 1 de cette loi précise que : 

« Le présent code régit l'utilisation des véhicules sur les chemins publics et, dans les cas mentionnés, sur certains chemins et terrains privés ainsi que la circulation des piétons sur les chemins publics. Il établit les règles relatives à la sécurité routière, à l'immatriculation des véhicules routiers et aux permis et licences dont l'administration relève de la Société de l'assurance automobile du Québec ainsi qu'au contrôle du transport routier des personnes et des marchandises. Sauf disposition contraire, il ne s'applique  hors route qu'aux fins de l'immatriculation du véhicule et de son identification au moyen d'un numéro apposé sur celui-ci. »

Il comporte plus de 675 articles.

## Bicyclettes

### Routes autorisées
Les bicyclettes ont le droit d'emprunter les mêmes routes que les véhicules motorisés, à moins d'indication contraire, comme c'est le cas pour les chemins à accès limité (par exemple les autoroutes, où la vitesse permise est souvent de 100 km/h). Le cycliste désirant circuler sur une route où la vitesse maximale est de plus de 50 km/h doit être âgé de 12 ans ou plus ou être accompagné d'une personne majeure.
Depuis décembre 2010, les cyclistes n'ont plus l'obligation de circuler sur les pistes cyclables lorsque la route utilisée en comporte une.

### Règles de circulation
Le cycliste doit respecter les mêmes règles que les automobilistes mais doit circuler à l'extrême droite de la chaussée, sauf s'il s'apprête à effectuer un virage à gauche.

### Restrictions particulières
Le conducteur d'une bicyclette doit circuler à califourchon et tenir constamment le guidon. Le code interdit de circuler entre deux rangées de véhicules circulant sur des voies contiguës. Il ne peut transporter aucun passager à moins que celle-ci ne soit munie d'un siège fixe à cette fin.
Le code requiert que les bicyclettes soient munies en tout temps d'un frein arrière et de réflecteurs. La nuit, elles doivent être munies de phares.